# 天主教皮奧里亞教區
天主教皮奧里亞教區（拉丁語：Dioecesis Peoriensis）是美國一個羅馬天主教教區，屬芝加哥總教區。教區於1875年2月12日成立。
教區管轄伊利諾伊州中部，教座位於皮奧里亞，2004年時有195,553名教友（佔轄區總人口12.5%）、165個堂區和274名司鐸。現任教區主教為達尼爾·R·金琦，助理主教為類斯·蒂爾卡。